# Assassin's Creed: Revelations
Assassin's Creed Revelations es un videojuego de acción-aventura de mundo abierto y sigilo desarrollado por Ubisoft Montreal y publicado por Ubisoft. Este debía llegar a las tiendas para Microsoft Windows, PlayStation 3 y Xbox 360 el 15 de noviembre de 2011, pero debido a varias razones sin especificar por parte de Ubisoft, el juego en su versión para consolas fue puesto a la venta el 11 de noviembre de 2011, adelantándose en 4 días su fecha de lanzamiento, mientras que su versión para PC se retrasó hasta el 2 de diciembre.
Es la secuela de Assassin's Creed: Brotherhood y el tercer y último episodio de Assassin's Creed II. Sirve como conclusión de la historia de Ezio Auditore y continúa la historia de Desmond Miles, se interactúa con tres personajes: Altaïr, Ezio y Desmond. La historia continúa tras lo ocurrido al final de Assassin's Creed: Brotherhood, Desmond vuelve a entrar en el "Animus", esta vez con una función de forma segura, conocida como Black Rooms, para tomar el control de Ezio Auditore, quien ya se encuentra en avanzada edad y parte de Roma en un viaje al origen de la orden de los Asesinos, Masyaf, donde tratará de resolver los secretos del final de la vida de Altaïr Ibn La'Ahad, a través de una biblioteca en Masyaf, para ello deberá encontrar las llaves de la biblioteca en Constantinopla (actual Estambul). Mientras tanto, con ayuda de los Asesinos, luchará contra los poderosos ejércitos de Templarios Bizantinos para detener una conspiración contra el Imperio Otomano. Altaïr intentará desentrañar todos los misterios del "Fruto del Edén", mientras lucha por mantener el control de la orden de los Asesinos, con la persistente amenaza de un antiguo enemigo personal perteneciente a su misma orden: Abbas Sofian. El juego conectará la historia de los 3 Asesinos, y develará el papel de cada uno en esta historia, además develará algunos misterios de la "Primera Civilización".

## Argumento
El juego comienza tras los eventos ocurridos en Assassin's Creed: Brotherhood. Desmond se halla en estado de coma y es metido dentro del "Animus" para que su conciencia no se destruya. Despierta dentro de una isla, donde el Sujeto 16 le explica que su mente está dividida en tres partes: la de Altaïr, la de Ezio y la suya, y que solo despertará del coma si termina de ver todas las memorias restantes de Ezio y Altaïr para que el "Animus" no tenga nada más que mostrar y le permita separar los recuerdos. También le hace saber que él, para el "Animus", es un virus que deberá ser eliminado y que 16 hará todo lo posible para mantenerlo activo y que nadie se percate de su presencia. Tras esto, 16 dice que, si Desmond se da prisa, podrá llegar al funeral de Lucy, revelando así que Lucy murió al final del tercer juego. Desmond entra en Las puertas Negras del "Animus", reviviendo una vez más en las memorias de su antepasado Ezio Auditore, quien se encuentra camino a Masyaf en deseo de cumplir el sueño de su padre: encontrar la biblioteca de Altaïr, el asesino antepasado de Desmond que cambió la historia de los asesinos para siempre. Durante su trayecto, relata todas sus aventuras a su hermana Claudia por medio de cartas.
Ezio ha viajado a la fortaleza del antiguo asesino en Masyaf para descubrir los secretos que Altaïr había descubierto previamente, y encontrar el verdadero propósito de los asesinos. Al llegar, se encuentra que Masyaf fue tomada por los templarios. Ezio, se escapa a las entrañas del castillo, donde descubre la entrada a la biblioteca de Altaïr. También se entera de que necesita cinco "llaves" para entrar en la biblioteca; los templarios han descubierto una debajo del palacio del sultán otomano y el resto se encuentran escondidas en Constantinopla, que forma parte del Imperio Otomano. Viaja allí y es recibido por Yusuf Tazim, líder de la Orden de los asesinos, y se hace amigo de un joven estudiante llamado Suleiman. Ezio conoce a Sofía Sartor, una joven viajera italiana y coleccionista de libros, de la cual se acabará enamorando. Sofía ayuda a Ezio y descubre la ubicación de las llaves restantes, manteniendo sus intenciones y la posición en secreto con ella.
Mientras tanto, Constantinopla es un caos debido a los conflictos entre el príncipe y su hermano Ahmed Selim, que están peleando sobre quién heredará el Sultanato. Atrapado en medio del conflicto, Suleiman revela a Ezio que él es un príncipe otomano y que sospecha que los templarios están detrás de la pelea. Ezio descubre evidencia de que Manuel Palaiólogos, con el apoyo de los templarios, está tratando de levantar un ejército para derrocar a los otomanos y restablecer el imperio bizantino. Ezio, mata a Manuel y recupera la llave final, solo para descubrir que Ahmet, es el verdadero líder de los templarios para abrir la biblioteca de Altair.
Durante estos eventos, Ezio usa las llaves en su poder para presenciar la vida de Altair después de los acontecimientos representados en el primer juego. Después de matar a Al-Mualim, Altaïr tomó posesión de la fruto del Edén y asumió el liderazgo de los Asesinos. Uno de los asesinos, Abbas, no apoyó Altaïr, debido a los acontecimientos pasados, por matar a Al Mualim. Cuando Altaïr y su esposa, María, salen de Masyaf durante 10 años, para repeler la invasión de los mongoles, Abbas organiza un golpe de Estado, toma el control de los asesinos y ejecuta al más joven de los hijos de Altair. Altaïr busca venganza; pero como María trata de detenerlo, la rabia de Altair fue sentida por el "Fruto del Edén" y hace que mate a María. Altaïr se ve obligado a huir con su hijo mayor, Darim, y entra en un exilio autoimpuesto desde hace 20 años. Altaïr finalmente vuelve a Masyaf, mata a Abbas y toma su lugar legítimo como líder de los Asesinos. Años más tarde, un anciano Altaïr codifica los recuerdos de las cinco llaves de Masyaf que necesita Ezio, después de confiarle las llaves a Niccoló.
En Constantinopla, Ezio descubre que han matado a Yusuf y que Ahmet ha secuestrado a Sofía, exigiendo las llaves a cambio de su vida. Ezio está de acuerdo, pero inmediatamente se da la persecución para garantizar la seguridad de Sofía. Recupera las llaves, pero antes de que pueda hacer frente a Ahmet, Selim llega con sus ejércitos y ejecuta a Ahmet, después de decir que su padre "hizo su elección". Debido a la aprobación de su hijo Suleiman, Selim le dice a Ezio que debe abandonar Constantinopla, advirtiéndole que no puede volver nunca más. Después de terminar esta memoria, el "Animus" comienza a borrar los datos, incluyendo el exceso de "Animus" isla. Dieciséis se sacrifica para evitar que Desmond sea eliminado por el "Animus".
Ezio y Sofía regresan a Masyaf, donde Ezio utiliza las llaves para abrir la biblioteca de Altair, la encuentra vacía a excepción de esqueleto de Altaïr y una sexta clave, entonces descubre que la biblioteca no estaba destinada a sostener los libros, más bien era una bóveda destinada al "Fruto del Edén". A través de la llave, Ezio se entera de que Altaïr, con 92 años, había decidido sellarse dentro de la misma, durante un ataque a Masyaf, donde murió para preservar el secreto. Ezio sale con el "Fruto" de la biblioteca, diciendo: "He visto lo suficiente para una vida". A continuación, comienza a hablar directamente a Desmond, sin saber exactamente quién es o dónde esta, pero sabiendo que lo está mirando. Ezio le comunica a Desmond su intención de retirarse de los asesinos, creyendo que ha servido a su propósito. Expresa la esperanza de que Desmond será capaz de encontrar las respuestas a las preguntas que él y Altaïr habían trabajado tan duro para descubrir, pero esto no había acabado para los asesinos.
Desmond recibe una charla de un dios, miembro de la primera civilización o, en sí, la Antigua Civilización, Júpiter, quien le explica cosas sobre la catástrofe, y se muestra un vídeo bastante relevante sobre la catástrofe que les ocurrió a “Los Que Vinieron Antes”, Júpiter le explica que la primera civilización había construido numerosas criptas para estudiar los métodos para salvar el planeta de la destrucción. Todos los datos recogidos se transmiten a un centro de bóveda, donde los datos se probaron. Ninguno de los métodos fueron efectivos, sin embargo no se logró detener la llamarada solar de la destrucción de su civilización. Júpiter le dice a Desmond que él tiene el poder de salvar al planeta de una llamarada solar por segunda vez, mostrándole la ubicación de la bóveda central. La historia termina cuando Desmond despierta y dice sus primeras palabras: "Sé dónde tenemos que ir". Esto será el punto de partida para la continuación, Assassin's Creed III. En teoría, será el lugar que ayudará a evitar esa catástrofe del sol.

## Sistema de juego
El juego sigue la jugabilidad estándar de la serie de mundo abierto. Las nuevas adiciones incluyen un elemento de juego llamado hookblade que se puede utilizar para toda la ciudad y agarrar enemigos para tirar en un ataque combinado, Ezio también tendrá 120 variaciones diferentes de bombas a su disposición, que se podrán crear.
La Eagle Vision (Visión de Águila) ha sido sustituida por el Eagle Sense (Sentido de Águila). De acuerdo con Alex Amancio de Ubisoft, "con el Sentido de Águila tú te centras en un personaje y puedes obtener una aproximación de dónde va a ir. Serás capaz de detectar la trayectoria que un guardia tendrá, puedes adelantarlo, establecer una bomba, y crear una trampa o una emboscada.
A diferencia de los Assassin's Creed anteriores aquí lo contraataques son más violentos, como por ejemplo: uno de los contraataques consiste en que Ezio clava su espada en la frente de un enemigo y le empieza a mover la cabeza hasta romperle el cuello y le voltea la cabeza violentamente.
Según Game Informer el concepto de las Torres Borgia se ha ampliado también, las Torres Borgia ya no existen, un nuevo sistema ha sido creado en su lugar. Hay lugares en toda la ciudad que se llaman Guaridas de Asesinos, se pueden construir estas casas matando a los templarios que tengan presencia en la zona a través de diferentes escenarios de asalto. Una vez obtenido, serás capaz de mejorar los edificios y agregar tirolinas a través de sus tejados. Los guardias en la zona pasará de hostil a la posición neutral.
Si una de las guaridas de Asesinos es atacada, unos será capaz de enviar tropas para sofocar la amenaza si es que estas demasiado lejos para hacerle frente uno mismo, al visitar una cercana sala bajo su control y asignar un maestro asesino como la sala de señor, para garantizar su protección.
Revelations ha subido el nivel mecánico subiendo de nivel 10 a 15, mientras que las tradicionales misiones secundarias se han desechado a favor de "los eventos al azar".

## Personajes
- Roger Craig Smith y Gilbert Lachance como Ezio Auditore da Firenze.
- Cas Anvar y Benoît Rousseau como Altaïr Ibn-La'Ahad.
- Nolan North como Desmond Miles y Adán.
- John de Lancie como William Miles.
- Danny Wallace como Shaun Hastings.
- Michael Benyaer como Darim Ibn La-Ahad, Haras y los asesinos de Masyaf.
- Amy Landecker y Leni Parker como Laetitia England.
- Graham Cuthbertson como Clay Kaczmarek.
- Ida Darvish como Lisístrata y Mirela Djuric.
- Jake Eberle, Yerman Gur y Sylvain Hétu como Abbas Sofian.
- Tamer Hassan y Tristan Harvey como Şehzade Ahmet.
- Mark Ivanir como el príncipe Selim I.
- Alex Ivanovici como Shahkulu y Piri Reis.
- Marcel Jeannin como Blaise Legros.
- Eleanor Noble como María Thorpe.
- Christopher L. Parson y Carlo Mestroni como Yusuf Tazim.
- Tony Robinow y Vincent Davy como Júpiter.
- Peter Renaday y Jean-Luc Montminy como Al Mualim.
- Eliza Schneider y Edwige Lemoine como Rebecca Crane.
- Jennifer Seguin como el Animus.
- Haaz Sleiman y Martin Watier como Suleimán I.
- Anna Tuveri y Carlotta Montanari como Sofía Sartor
- JB Blanc y Patrick Chouinard como Tarik Barleti.
- Nadia Verrucci como Dilara y Juno.
- Vlasta Vrana y Guy Nadon como Manuel Paleólogo.
- Shawn Baichoo como Duccio de Luca y Niccolò Polo.
- Georges Caudron como Shaun Hastings.
- Nicolas Charbonneaux como Desmond Miles.
- Hugolin Chevrette-Landesque como Duccio de Luca.

Las voces adicionales fueron realizadas por:
- Tony Calabretta.
- Mark Camacho.
- Sylvie Chbat.
- Ryan Cooper.
- John Curry.
- Richard Dumont.
- Gideon Emery.
- Susan Glover.
- Michael Gough.
- Arthur Holden.
- Nick Jameson.
- Helen Kas.
- Olivier Lamarche.
- Steve Blum como Leandros.
- Christina Broccolini.
- Jennifer Morehouse.
- Navid Negahban.
- Simon Peacock.
- Phil Proctor.
- Elias Scoufaras.
- Claudia Besso.
- André Sogliuzzo.
- Harry Standjofski.
- Amir Talai.
- Adnan Tezer.
- Elias Toufexis.
- John Vamvas.
- Alain Benatar.
- Dave Wittenberg.
- Adam Alexi-Malle.
- Andreas Apergis.
- Julie Burroughs.
- Carl Béchard.
- Marc Bélanger.
- Claudine Chatel.
- Nathalie Coupal.
- Camille Cyr-Desmarais.
- Louis Philippe Dandenault.
- Frédéric Desager.
- Michèle Deslauriers.
- Sébastien Dhavernas.
- Thiéry Dubé.
- Antoine Durand.
- Rose-Maïté Erkoreka.
- Alexandre Fortin.

## Recepción
Assassin's Creed: Revelations ha gozado de buenas puntuaciones durante su lanzamiento, convirtiéndose en uno de los videojuegos más esperados de 2011. Las calificaciones han sido de más del 80% en comentarios positivos por parte de Metacritic, GameRankings y otros. Incluso muchos páginas web como IGN, GameInformer, GamePro y otros aseguran que Revelations es "brillante y fantástico".
Sin embargo, el juego fue duramente criticado por la carencia de innovaciones en la jugabilidad.
Assassin's Creed: Revelations cerró la brillante trilogía de Ezio Auditore y en octubre de 2012 se lanzó el quinto título de la saga, Assassin's Creed III. Esta entrega estaría protagonizada por un nuevo antepasado y dado que se iba a utilizar un personaje nuevo y no uno preexistente en la saga, esta entrega fue numerada como Assassin's Creed III.